# Бараба (Далматовский район)
Бараба — деревня в Далматовском районе Курганской области. Входит в состав Белоярского сельсовета.

## История
До 1917 года входила в состав Белоярской волости Шадринского уезда Пермской губернии. По данным на 1926 год состояла из 256 хозяйств. В административном отношении являлась центром Барабинского сельсовета Белоярского района Шадринского округа Уральской области.

## Население
| 1989 | 2002 | 2010 |
| ---- | ---- | ---- |
| 195  | ↗229 | ↘190 |

По данным переписи 1926 года в деревне проживало 1204 человека (550 мужчин и 654 женщины), в том числе: русские составляли 100 % населения.